# Duarte de Menezes
Dom Duarte de Menezes (avant 1488 - après 1539), est un noble portugais et un officier colonial du XVIe siècle, gouverneur de Tanger de 1508 à 1521 et de 1536 à 1539 et gouverneur de l'Inde portugaise de 1522 à 1524.

## Sources
- The Rise of Portuguese Power in India (1497-1550), p. 199

- D. Fernando de Menezes, conde de la Ericeira, etc., História de Tânger durante la dominacion portuguesa, traduction du R. P. Buanaventura Diaz, O.F.M., Misionero del Vicariato apostólico de Marruecos, Lisboa Occidental, Imprenta Ferreiriana, 1732.
- Ignacio da Costa Quintella, Annaes da Marinha Portugueza, vol. 1, Lisbonne, Academia Real das Sciencias, 1839.